# هنري كيج
هنري كيج (بالإنجليزية: Henry Gage)‏ هو دبلوماسي ومحامي وسياسي أمريكي، ولد في 25 ديسمبر 1852 في جنيف في الولايات المتحدة، وتوفي في 28 أغسطس 1924 في لوس أنجلوس في الولايات المتحدة. حزبياً، نشط في الحزب الجمهوري. وقد انتخب حاكم كاليفورنيا (4 يناير 1899 – 7 يناير 1903).